# James Friend
James Friend (...) è un direttore della fotografia britannico.

## Biografia
Cresciuto a Maidstone, ha iniziato a lavorare come tecnico delle luci all'età di 16 anni. Lavorando tra i ranghi su molti lungometraggi, spot pubblicitari, promo e documentari prima di mettersi dietro la macchina da presa. Con una passione per la narrazione, è stato mentore e ha lavorato con i rinomati direttori della fotografia Paul Wheeler e Phil Méheux. Dopo essersi diplomato alla London Film School e al programma di corsi brevi della National Film and Television School, ha continuato a fare da direttore della fotografia per molti film pluripremiati, fiction televisive e documentari in tutto il mondo.
Il suo lavoro più noto è il film del 2022 Niente di nuovo sul fronte occidentale, per il quale ha vinto un BAFTA e un Oscar alla migliore fotografia.

## Filmografia

### Cinema
- Umbrage, regia di Drew Cullingham (2009)
- Dead Cert, regia di Steven Lawson (2010)
- Stalker, regia di Martin Kemp (2010)
- Carmen's Kiss, regia di David Fairman (2010)
- Jack Falls, regia di Paul Tanter e Alexander Williams (2011)
- Ghosted, regia di Craig Viveiros (2011)
- Turnout, regia di Lee Sales (2011)
- 7 Lives, regia di Paul Wilkins (2011)
- Papadopoulos & Sons, regia di Marcus Markou (2012)
- The Liability, regia di Craig Viveiros (2012)
- Breakdown, regia di Jonnie Malachi (2016)
- Niente di nuovo sul fronte occidentale (Im Westen nichts Neues), regia di Edward Berger (2022)
- La ballata di un piccolo giocatore (The Ballad of a Small Player), regia di Edward Berger (2025)

### Televisione
- Street Fighter: Assassin's Fist – serie TV, episodio 1x01 (2014)
- Lewis – serie TV, episodi 9x05-9x06 (2015)
- Testimoni silenziosi (Silent Witness) – serie TV, 12 episodi (2015-2016)
- The Musketeers – serie TV, episodi 3x08-3x10 (2016)
- Beowulf: Return to the Shieldlands – serie TV, episodi 1x11-1x12-1x13 (2016)
- Victoria – serie TV, episodi 2x07-2x08 (2017)
- Strike – serie TV, episodi 1x01-1x03-3x01 (2017-2018)
- Patrick Melrose – miniserie TV, 5 puntate (2018)
- MotherFatherSon – miniserie TV, 5 puntate (2019)
- La guerra dei mondi (The War of the Worlds) – miniserie TV, 3 puntate (2019)
- Cursed – serie TV, episodi 1x01-1x02 (2020)
- Your Honor – serie TV, episodi 1x01-1x02-1x03 (2020)
- Willow – serie TV, episodi 1x05-1x06 (2022)
- The Acolyte - La seguace (The Acolyte) – sere TV, 4 episodi (2024)